# NGC 4189
NGC 4189 (другие обозначения — IC 3050, IRAS12112+1342, UGC 7235, ZWG 69.92, MCG 2-31-54, VCC 89, KUG 1211+137, PGC 39025) — спиральная галактика с перемычкой (SBc) в созвездии Волосы Вероники.
Этот объект входит в число перечисленных в оригинальной редакции «Нового общего каталога».
В галактике вспыхнула сверхновая SN 1966E. Её пиковая видимая звёздная величина составила 14,8.